# Stadhuis van 's-Heerenberg

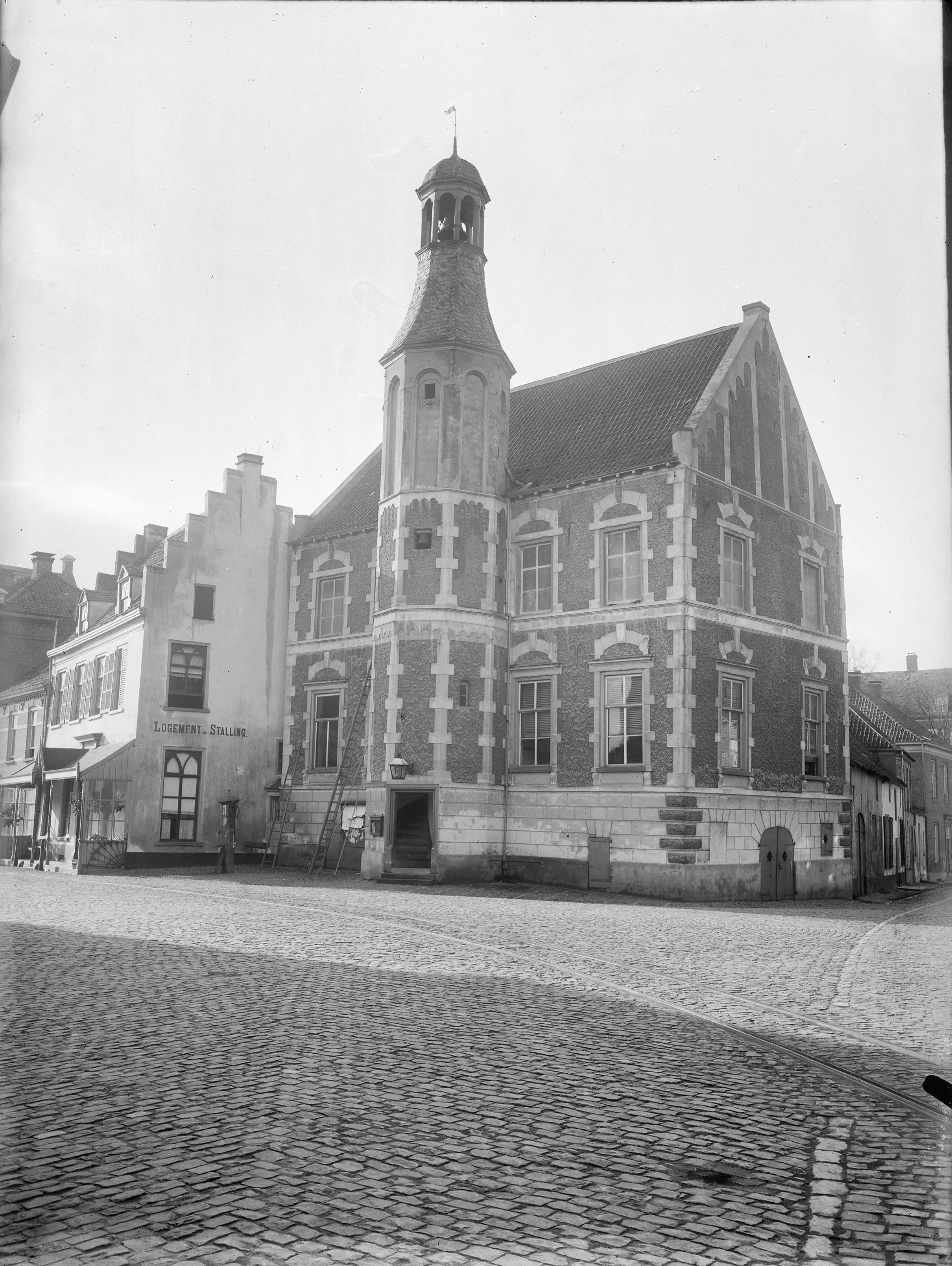
Raadhuis, 1904

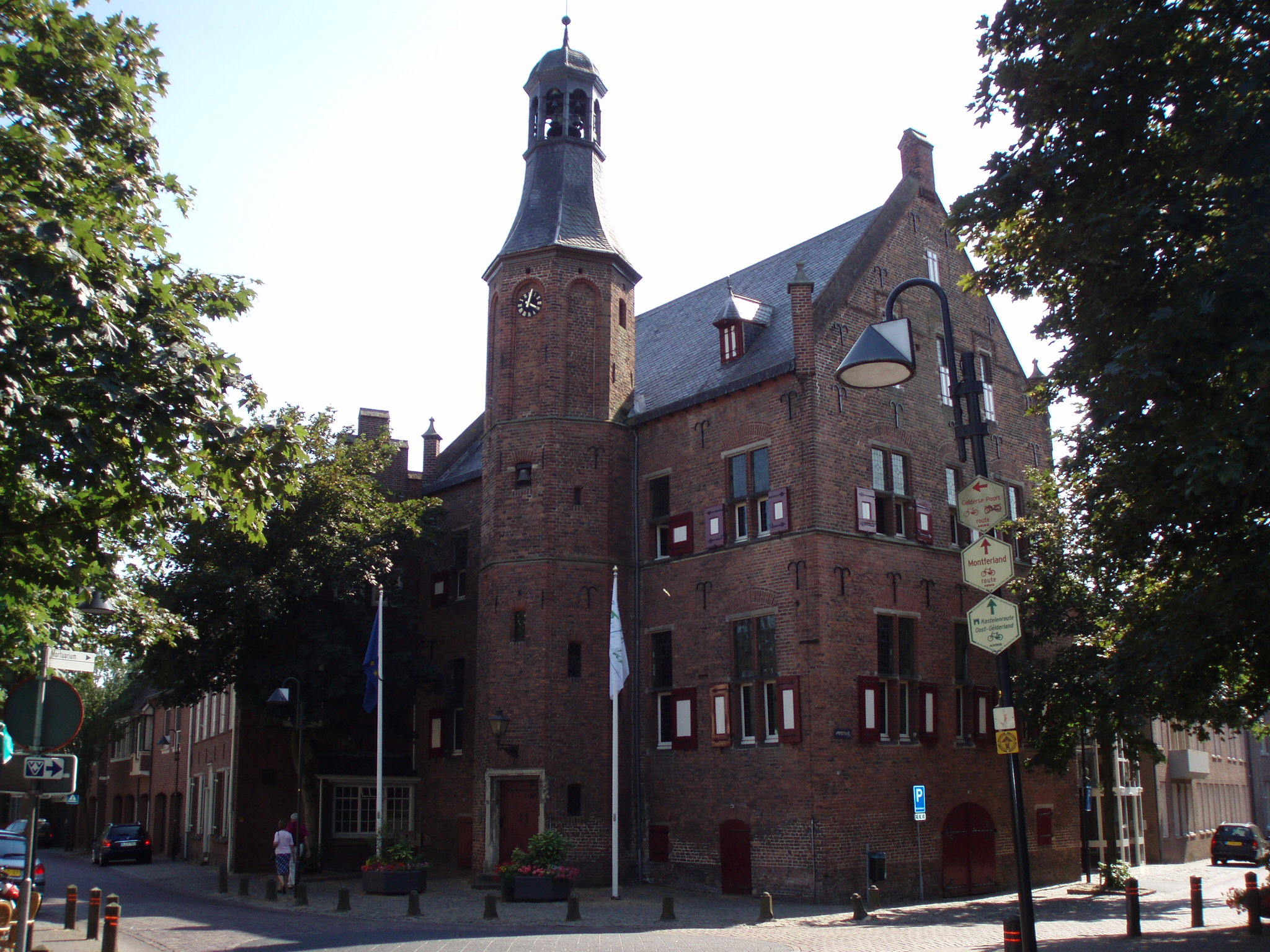
Het 16de-eeuwse raadhuis in 's-Heerenberg, 2006

Het Stadhuis van 's-Heerenberg, in Middelnederlands het Neije Raethuys genoemd is het stadhuis van de voormalige gemeente Bergh, thans onderdeel van de gemeente Montferland, gelegen in de Nederlandse provincie Gelderland. Het gebouw werd in 1531 gebouwd ter vervanging van het Ailde Raethuys aan de Kellenstraat. Het gebouw is een rijksmonument.

## Geschiedenis
Van oudsher was dit stadhuis het bestuurscentrum van zowel de stad 's-Heerenberg als van het Land van den Bergh. Hier vonden de vergaderingen van de magistraat en van de geërfden van het Graafschap van den Bergh plaats. Daarnaast werd er recht gesproken. In de kelder bevond zich een gevangenis en heden ten dage staat er ter herinnering aan de geschiedenis nog steeds een schandpaal voor het stadhuis. De raadhuisklok uit 1526 werd in vroeger tijden gebruikt om de burgers bijeen te roepen voor vergaderingen en bijvoorbeeld bij rampen. Het raadhuis werd tijdens de Eerste Wereldoorlog gerestaureerd.
Anno 2010 heeft het Stadhuis nog slechts een beperkte functie als gevolg van de herindeling met de gemeente Didam tot de gemeente Montferland. Het gemeentehuis van de nieuwe gemeente staat in Didam. Wel zijn er in 's-Heerenberg nog beperkte voorzieningen van de gemeente, zoals onder andere mogelijkheid te trouwen in de historische trouwzaal.